# Аппий Клавдий Пульхр (консул 54 года до н. э.)
А́ппий Кла́вдий Пульхр (лат. Appius Claudius Pulcher; 97 — 49/48 гг. до н. э.) — римский военачальник и политический деятель из патрицианского рода Клавдиев Пульхров, консул 54 года до н. э., цензор 50 года до н. э. Фигурирует в источниках, начиная с 75 года до н. э. Участвовал в Третьей Митридатовой войне. Во время претуры (57 год до н. э.) поддерживал своего брата, популяра Публия Клодия, боровшегося против Марка Туллия Цицерона и сенатского большинства, но позже примирился и с Цицероном, и с другими оптиматами. Будучи консулом, оказался замешан в ряде коррупционных скандалов — в частности, заключил договор с двумя кандидатами в консулы, обязуясь поддерживать их в обмен на провинцию по своему выбору. После консулата управлял Киликией и печально прославился притеснениями местных общин ради наживы. Несмотря на это, сразу по возвращении в Рим был избран цензором.
Когда началась гражданская война между Гаем Юлием Цезарем и Гнеем Помпеем «Великим», Пульхр поддержал последнего. Он умер на Балканах до решающего сражения.

## Биография

### Происхождение
Аппий Клавдий принадлежал к одному из самых знатных и влиятельных патрицианских родов Рима, имевшему сабинское происхождение. Первым носителем когномена Пульхр («Красивый») стал предок Аппия в шестом поколении Публий, один из сыновей Аппия Клавдия Цека и консул 249 года до н. э. Отцом Аппия был консул 79 года до н. э. того же имени, а дедом — предположительно консул 143 года до н. э.. По матери Аппий-младший был внуком одного из Метеллов — либо Квинта Цецилия Метелла Балеарского, либо его брата Луция Цецилия Метелла Диадемата.
Аппий был старшим в семье. После него родились ещё двое сыновей (Гай Клавдий Пульхр, претор 56 года до н. э., и Публий Клодий Пульхр, народный трибун 58 года до н. э.) и три дочери, ставшие впоследствии жёнами Квинта Марция Рекса, Луция Лициния Лукулла и Квинта Цецилия Метелла Целера.

### Ранние годы
Аппий Клавдий родился около 97 года до н. э. Он рано потерял отца и был вынужден взять на себя заботу о младших братьях и сёстрах. Он впервые упоминается в источниках в связи с событиями 75 года до н. э., как обвинитель Авла Теренция Варрона, которому инкриминировались злоупотребления властью. Когда Луций Лициний Лукулл получил командование в Третьей Митридатовой войне, Пульхр последовал за своим зятем на Восток. В 72 году до н. э. именно он потребовал от царя Армении Тиграна выдать Митридата Риму. Сначала Аппий долго ждал аудиенции с царём в Антиохии и за это время смог склонить к союзу с Римом ряд правителей, включая царя Гордиены; встретившись с Тиграном, он «напрямик заявил, что пришёл с тем, чтобы или получить Митридата, который должен быть проведён в триумфальном шествии Лукулла, или объявить Тиграну войну». Царь, по словам Плутарха, был поражён «прямотой речи этого юноши», но выдать Митридата всё-таки отказался.
В следующий раз Пульхр упоминается в связи с событиями 63 года до н. э.: тогда он был сенатором и членом жреческой коллегии авгуров. Именно ему выпало провести augurium salutis — гадание, в ходе которого выясняли, предстоит ли Римской республике процветание в начинающемся году. Предзнаменования оказались сомнительными, и Аппий «возвестил, что в скором времени должна вспыхнуть прискорбная и пагубная гражданская война». Это предсказание сбылось: в конце года был раскрыт заговор Катилины. Известно, что Пульхр по поручению консула Марка Туллия Цицерона вёл протокол во время заседания сената 5 декабря 63 года до н. э., на котором решалась судьба катилинариев.

### Начало карьеры
В 61 году до н. э., когда Публия Клодия судили за святотатство, Аппий находился в Греции. Он готовился к эдилитету, забирая из храмов и общественных мест произведения искусства и отправляя их в Рим. Впрочем, в эдилы Пульхр баллотироваться не стал: в 58 году до н. э. у него появилась возможность без труда подняться на более высокую ступень cursus honorum — стать претором благодаря поддержке одного из тогдашних консулов, Луция Кальпурния Пизона Цезонина. Он победил на выборах, причём Цицерон намекает на нечестный подсчёт голосов (у Аппия был соперник с именем, начинавшимся на ту же букву, а на табличках имена кандидатов писались сокращённо, что облегчало махинации). Вывезенные из Греции статуи и картины остались у Пульхра.
Претура пришлась на 57 год до н. э. В качестве претора Аппий возглавлял судебную комиссию, занимавшуюся делами о вымогательстве, и поддерживал своего брата Публия Клодия. Последний в бытность свою народным трибуном (58 год до н. э.) добился ухода Цицерона в изгнание из-за обвинений в бессудной казни римских граждан, и теперь многие нобили, включая консулов, предлагали разрешить Цицерону вернуться. Пульхр был единственным из высших магистратов, кто выступал против; в частности, его гладиаторы 23 января 57 года до н. э. разогнали народное собрание, на котором должен был обсуждаться данный вопрос. Марк Туллий позже упрекал его за такие поступки, хотя и отмечал, что Аппий действовал в целом тактично, не демонстрируя личную враждебность. Как бы то ни было, Цицерон смог вернуться в Рим в том же году. Аппий же и далее поддерживал брата: во многом именно его помощь обеспечила Публию Клодию эдилитет на 56 год до н. э.
После претуры Аппий управлял Сардинией. В апреле 56 года до н. э. он присутствовал при встрече триумвиров (Гая Юлия Цезаря, Гнея Помпея Великого и Марка Лициния Красса) в Лукке, а в 54 году до н. э. стал консулом вместе с плебеем Луцием Домицием Агенобарбом. В этом качестве Пульхр оказался замешан в ряде коррупционных историй. Так, в феврале 54 года до н. э. он поддержал претензии царя Коммагены Антиоха I на какой-то город на Евфрате; это предложение не прошло из-за сопротивления Цицерона, который был уверен, что Аппий помогал Антиоху за взятку. Консул действовал (по-видимому, тоже небескорыстно) в интересах привлечённого к суду бывшего наместника Сирии Авла Габиния, под формальными предлогами откладывая народное собрание, которое должно было решить его судьбу. Правда, позже между двумя нобилями что-то произошло, и Пульхр выдвинул против Авла ещё одно обвинение, в оскорблении величия римского народа, так что тому пришлось уйти в изгнание. Кроме того, Аппий поддержал претензии на триумф Гая Помптина, и в этом случае снова ходили слухи о том, что он подкуплен.
Наиболее скандальной стала история с консульскими выборами на следующий год (53 до н. э.). В выборах участвовали четверо кандидатов, Марк Эмилий Скавр, Марк Валерий Мессала Руф, Гней Домиций Кальвин и Гай Меммий. Двое последних заключили письменный договор с Пульхром и Агенобарбом, согласно которому получали поддержку, а взамен обязывались обеспечивать Аппию и Луцию провинции по их выбору либо выплатить по 40 миллионов сестерциев каждому. Эта сделка стала предметом многодневных обсуждений в сенате. Меммий по требованию Помпея прочёл в сенате договор, и консулов это покрыло позором, но никаких иных последствий этот скандал для них не имел.

### Наместничество в Киликии
После консулата Аппий рассчитывал стать наместником Киликии — провинции, от которой отказались оба консула предыдущего года. Назначение могло состояться в результате издания специального закона (но в этом случае Пульхру и Агенобарбу пришлось бы бросать жребий о том, кто именно получит Киликию) либо постановления сената (в этом случае консулы могли договориться между собой без жеребьёвки). Агенобарб не хотел ехать в провинцию и уступил это право коллеге; принят ли был в этой ситуации специальный закон, неизвестно, но в любом случае Пульхр стал проконсулом Киликии без него. По-видимому, важную роль в этой истории сыграла поддержка со стороны Помпея: как раз около 54 года до н. э. Аппий выдал свою дочь за Гнея Помпея-младшего и стал одним из самых энергичных сторонников Гнея-старшего в сенате. Известно, что именно Помпей помирил его с Цицероном.
Наместничество Аппия длилось около двух лет (53—51 годы до н. э.). В течение первого года Пульхр одержал какие-то военные победы: благодаря чеканившимся в Апамее и Лаодикее монетам, а также надписям из Афин и Элевсина и одному письму Цицерона известно, что солдаты провозгласили его императором. При этом два легиона Аппия понесли большие потери и были деморализованы из-за плохого командования и задержек в выплатах жалованья. К 51 году до н. э. было неясно, где находятся три когорты; солдаты были готовы к открытому бунту. Только накануне отбытия в Рим проконсул заплатил им.
О том, как Аппий правил Киликией, известно в первую очередь благодаря Цицерону. Последний стал следующим наместником этой провинции, а потому некоторое время вёл с Пульхром оживлённую переписку и комментировал ситуацию в переписке с друзьями. Из этих писем следует, что Аппий, стремясь разбогатеть, совершенно разорил Киликию, обложив её незаконными податями. Цицерон пишет о «грабежах, о разврате, об оскорблениях», о том, что провинция «погублена», «лишена всего, чего можно было её лишить», что деятельность Аппия — это «чудовищные поступки не человека, но какого-то огромного дикого зверя». Возможно, в этих оценках есть некоторое преувеличение. Но точно известно, что Пульхр помогал своему зятю Марку Юнию Бруту, который, действуя через неких Марка Скапция и Публия Матиния, ссужал местным общинам и правителям деньги под грабительские проценты, а потом взыскивал долги, используя провинциальные войска. Скапция проконсул назначил префектом и дал ему конный отряд, чтобы заставить заплатить жителей Саламина на Кипре. Сенат этого города был взят в настоящую осаду, из-за чего пятеро его членов умерли от голода; после этого саламинцам пришлось найти деньги.
Узнав о прибытии преемника (летом 51 года до н. э.), Пульхр уехал в Тарс, в самую отдалённую часть провинции, и там творил суд, хотя формально уже не имел на это права. С Цицероном он так и не встретился. В конце года Аппий прибыл в Италию и заявил о своих претензиях на триумф, но Публий Корнелий Долабелла привлёк его к суду по обвинению в «оскорблении величия римского народа». Пульхру пришлось отказаться от надежд на триумф и приехать в Рим, чтобы защищаться. На его стороне в судебном процессе выступили Марк Юний Брут и Квинт Гортензий Гортал, Долабелла же безуспешно просил помощи у Цицерона и Марка Целия Руфа; в итоге был вынесен оправдательный приговор.

### Конец жизни
Вершиной карьеры Аппия стала цензура 50 года до н. э., совместная с плебеем Луцием Кальпурнием Пизоном Цезонином. Коллеги исключили из сената историка Гая Саллюстия Криспа, а Пульхр попытался сделать то же самое ещё и с Гаем Скрибонием Курионом, но Пизон ему помешал. И Курион, и Саллюстий были сторонниками Цезаря; таким образом, Аппий продемонстрировал свою враждебность по отношению к этому нобилю. Кроме того, известно, что Пульхр во время своей цензуры подверг критике Гая Атея Капитона (народного трибуна 55 года до н. э.), обвинив его в «выдуманных ауспициях» (Цицерон считает, что эта критика была «недостаточно обдуманной»).
Неожиданно для многих Пульхр принял решительные меры против роскоши. В частности, он ограничил расходы на картины и статуи, хотя когда-то сам собирал ценные предметы искусства по всей Греции. «Ты знаешь, что цензор Аппий здесь творит чудеса? — написал Марк Целий Руф Цицерону в августе 50 года до н. э. — Что он самым настойчивым образом говорит о статуях и картинах, о размерах поля, о долгах? Он вполне убеждён, что цензура — это средство для мытья и щёлочь. Он, мне кажется, ошибается; ведь он хочет смыть грязь; он себе вскрывает все кровеносные сосуды и внутренности».
В 49 году до н. э., ещё до истечения срока цензорских полномочий, конфликт между Цезарем и Помпеем перерос в гражданскую войну. Аппий встал на сторону Помпея. Он был назначен проконсулом Греции и там умер от болезни до решающего сражения при Фарсале, то есть в первой половине 48 года до н. э. Античные авторы рассказывают, что Пульхр захотел узнать у дельфийской Пифии, каким будет исход гражданской войны, а та дала туманный ответ: «Для тебя, римлянин, вовсе не важна эта война, ты будешь иметь небеса Эвбеи» (согласно другим версиям, «Эта война, римлянин, бесполезна для тебя. Ты попадёшь во впадину Эвбеи» или «Римлянин, ты избежишь опасностей войн смертоносных, много беды испытав, и один успокоишься с миром ты на эвбейской земле, в глубине котловины обширной»). Пульхр воспринял эти слова как совет Аполлона не участвовать в войне и уехал на Эвбею, где вскоре скончался.

## Семья
Цицерон в одном из своих писем упоминает «Сервилию, жену Клавдия», чей отец по имени Гней Цепион погиб во время кораблекрушения. Исследователи полагают, что речь здесь идёт о жене Аппия, а её отец — сын консула 141 года до н. э., около 104 года до н. э. занимавший должность квестора.
У Аппия было две дочери. Старшая стала женой Гнея Помпея Магна Младшего, вторая — первой женой Марка Юния Брута (получила развод в 45 году до н. э.). Обе остались бездетными. Кроме того, Пульхр усыновил своего племянника — сына Гая Клавдия Пульхра, который получил преномен приёмного отца. Аппий-младший заседал в сенате, но высшие должности не занимал. Британский исследователь Рональд Сайм предположил, что и второй сын Гая, консул 38 года до н. э., тоже был усыновлён Аппием.

## Личность
Аппий Клавдий был человеком религиозным, что подтверждает не только история о его поездке в Дельфы. Ещё во время консулата Пульхр дал обет построить так называемые «малые пропилеи» в храме в Элевсине. В 50 году до н. э. он начал это строительство и завещал закончить его своим сыну и племяннику (афиняне за это почтили его статуей). Судя по надписи, найденной в храме Амфиарая, что в окрестностях Оропа, Аппий оказывал какие-то благодеяния и этому святилищу.
Пульхр был ревностным приверженцем традиционной римской религии. Согласно гипотезе Теодора Моммзена, в начале своей карьеры он безуспешно претендовал на понтификат. Позже Аппий вошёл в состав жреческой коллегии авгуров и относился к своим обязанностям крайне серьёзно: по словам Цицерона, он «единственный в продолжение многих лет сохранил в памяти не только авгурские заклинания, но и саму науку дивинации, в то время как… коллеги насмехались над ним, называя его то „писидийцем“, то „соранским авгуром“». Известно, что Пульхр выступал против суеверий. Он создал трактат по авгуральному праву, первую книгу которого посвятил Цицерону.
Аппий Клавдий интересовался сельским хозяйством. Вероятно, именно поэтому Марк Теренций Варрон посвятил ему свой трактат по агрономии. Цицерон в трактате «Брут» упоминает Пульхра в числе ораторов, умерших во время гражданской войны; он говорит, что Аппий был его друг, «весьма ревностный, учёный и опытный оратор, отличный знаток авгурального и гражданского права, а равно и нашей старины». Исследователи полагают, что этот позитивный отзыв появился только потому, что Цицерон обращается к Марку Юнию Бруту — зятю Пульхра. В действительности мнение автора трактата о Пульхре было более сложным.